# Chaetobella
Genre
Chaetobella est un genre de collemboles de la famille des Neanuridae.

## Distribution
Les espèces de ce genre se rencontrent en Asie du Sud.

## Liste des espèces
Selon Checklist of the Collembola of the World (version du 15 octobre 2019) :
- Chaetobella buddha Cassagnau, 1993
- Chaetobella eurygaster Cassagnau, 1993
- Chaetobella multiseta Cassagnau, 1993
- Chaetobella numatai (Yosii, 1966)
- Chaetobella rhodophila Cassagnau, 1993
- Chaetobella sigillata Cassagnau, 1993
- Chaetobella sylvatica Cassagnau, 1993
- Chaetobella tonglica Cassagnau, 1993
- Chaetobella verticicola Cassagnau, 1993

## Publication originale
- Cassagnau, 1983 : Un nouveau modèle phylogénétique chez les collemboles Neanurinae. Nouvelle Revue d'Entomologie, vol. 13, no 1, p. 3-27.